# Список чинних голів держав та урядів
     — головою держави є монарх

     — головою держави є релігійний лідер

     — Королівства Співдружності, де формальним головою держави є Король Великої Британії

## Європа
| Держава              | Голова держави                  | Ім'я                                          | Початок   | Голова уряду                              | Ім'я                    | Початок |
| -------------------- | ------------------------------- | --------------------------------------------- | --------- | ----------------------------------------- | ----------------------- | ------- |
| Австрія              | Федеральний президент           | Александер ван дер Беллен                     | 2017      | Федеральний канцлер                       | Крістіан Штокер         | 2025    |
| Албанія              | Президент                       | Байрам Беґай                                  | 2022      | Прем'єр-міністр                           | Еді Рама                | 2013    |
| Андорра              | Князь-співправитель Представник | Жузеп-Луїс Серрано Пентінат Жозеп Марія Маурі | 2025 2012 | Прем'єр-міністр                           | Шав'є Еспот Самора      | 2019    |
| Андорра              | Князь-співправитель Представник | Емманюель Макрон Патрік Стрзода               | 2017      | Прем'єр-міністр                           | Шав'є Еспот Самора      | 2019    |
| Бельгія              | Король                          | Філіп I                                       | 2013      | Прем'єр-міністр                           | Барт де Вевер           | 2025    |
| Білорусь             | Президент                       | Олександр Лукашенко                           | 1994      | Прем'єр-міністр                           | Олександр Турчин        | 2025    |
| Болгарія             | Президент                       | Румен Радев                                   | 2017      | Прем'єр-міністр                           | Росен Желязков          | 2025    |
| Боснія і Герцеговина | Голова Президії                 | Желька Цвиянович                              | 2024      | Прем'єр-міністр                           | Боряна Кришто           | 2023    |
| Боснія і Герцеговина | Члени Президії                  | Желько Комшич                                 | 2018      | Прем'єр-міністр                           | Боряна Кришто           | 2023    |
| Боснія і Герцеговина | Члени Президії                  | Денис Бечирович                               | 2022      | Прем'єр-міністр                           | Боряна Кришто           | 2023    |
| Ватикан              | Папа Римський                   | Лев XIV                                       | 2025      | Державний секретар                        | П'єтро Паролін          | 2013    |
| Ватикан              | Папа Римський                   | Лев XIV                                       | 2025      | Голова Губернората                        | Фернандо Вергес Альсага | 2021    |
| Велика Британія      | Король                          | Чарльз III                                    | 2022      | Прем'єр-міністр                           | Кір Стармер             | 2024    |
| Греція               | Президент                       | Константінос Тасулас                          | 2025      | Прем'єр-міністр                           | Кіріакос Міцотакіс      | 2023    |
| Грузія               | Президент                       | Михаїл Кавелашвілі                            | 2024      | Прем'єр-міністр                           | Іраклі Кобахідзе        | 2024    |
| Данія                | Король                          | Фредерік X                                    | 2024      | Прем'єр-міністр                           | Метте Фредеріксен       | 2019    |
| Естонія              | Президент                       | Алар Каріс                                    | 2021      | Прем'єр-міністр                           | Крістен Міхал           | 2024    |
| Ірландія             | Президент                       | Майкл Гіґґінс                                 | 2011      | Прем'єр-міністр                           | Міхал Мартін            | 2025    |
| Ісландія             | Президент                       | Халла Томасдоттір                             | 2024      | Прем'єр-міністр                           | Кріструн Фростадоуттір  | 2024    |
| Іспанія              | Король                          | Філіп VI                                      | 2014      | Голова Уряду                              | Педро Санчес            | 2018    |
| Італія               | Президент                       | Серджо Маттарелла                             | 2015      | Голова Ради міністрів                     | Джорджа Мелоні          | 2022    |
| Кіпр                 | Президент                       | Нікос Христодулідіс                           | 2023      |                                           |                         |         |
| Латвія               | Президент                       | Едгарс Рінкевичс                              | 2023      | Прем'єр-міністр                           | Евіка Сіліня            | 2023    |
| Литва                | Президент                       | Ґітанас Науседа                               | 2019      | Міністр-голова                            | Ґінтаутас Палюцкас      | 2024    |
| Ліхтенштейн          | Князь Князь-регент              | Ганс-Адам II Алоїз                            | 1989 2004 | Прем'єр-міністр                           | Даніель Ріш             | 2021    |
| Люксембург           | Великий герцог                  | Анрі                                          | 2000      | Прем'єр-міністр                           | Люк Фріден              | 2023    |
| Мальта               | Президент                       | Міріам Спітері Дебоно                         | 2024      | Прем'єр-міністр                           | Роберт Абела            | 2020    |
| Молдова              | Президент                       | Мая Санду                                     | 2020      | Прем'єр-міністр                           | Дорін Речан             | 2023    |
| Монако               | Князь                           | Альбер II                                     | 2005      | Державний міністр                         | Ізабель Берро           | 2025    |
| Нідерланди           | Король                          | Віллем-Олександр                              | 2013      | Прем'єр-міністр                           | Дік Схоф                | 2024    |
| Німеччина            | Федеральний президент           | Франк-Вальтер Штайнмаєр                       | 2017      | Федеральний канцлер                       | Фрідріх Мерц            | 2025    |
| Норвегія             | Король                          | Гаральд V                                     | 1991      | Прем'єр-міністр                           | Йонас Гар Стьоре        | 2021    |
| Північна Македонія   | Президент                       | Гордана Силяновська-Давкова                   | 2024      | Прем'єр-міністр                           | Християн Міцкоський     | 2024    |
| Польща               | Президент                       | Кароль Навроцький                             | 2025      | Прем'єр-міністр                           | Дональд Туск            | 2023    |
| Португалія           | Президент                       | Марселу Ребелу де Соза                        | 2016      | Прем'єр-міністр                           | Луїш Монтенегру         | 2024    |
| Росія                | Президент                       | Володимир Путін                               | 2012      | Голова Уряду                              | Михайло Мішустін        | 2020    |
| Румунія              | Президент                       | Нікушор Дан                                   | 2025      | Прем'єр-міністр                           | Іліє Боложан            | 2025    |
| Сан-Марино           | Капітан-регент                  | Далібор Ріккарді                              | 2024      | Держсекретар закордонних справ і політики | Лука Беккарі            | 2023    |
| Сан-Марино           | Капітан-регент                  | Франческа Чіверк'я                            | 2024      | Держсекретар закордонних справ і політики | Лука Беккарі            | 2023    |
| Сербія               | Президент                       | Александар Вучич                              | 2017      | Прем'єр-міністр                           | Джуро Мацут             | 2025    |
| Словаччина           | Президент                       | Петер Пеллеґріні                              | 2024      | Прем'єр-міністр                           | Роберт Фіцо             | 2023    |
| Словенія             | Президент                       | Наташа Пірц Мусар                             | 2022      | Голова Уряду                              | Роберт Голоб            | 2022    |
| Угорщина             | Президент                       | Тамаш Шуйок                                   | 2024      | Прем'єр-міністр                           | Віктор Орбан            | 2010    |
| Україна              | Президент                       | Володимир Зеленський                          | 2019      | Прем'єр-міністр                           | Юлія Свириденко         | 2025    |
| Фінляндія            | Президент                       | Александр Стубб                               | 2024      | Прем'єр-міністр                           | Петтері Орпо            | 2023    |
| Франція              | Президент                       | Емманюель Макрон                              | 2017      | Прем'єр-міністр                           | Франсуа Байру           | 2024    |
| Хорватія             | Президент                       | Зоран Миланович                               | 2020      | Прем'єр-міністр                           | Андрей Пленкович        | 2016    |
| Чехія                | Президент                       | Петр Павел                                    | 2023      | Прем'єр-міністр                           | Петр Фіала              | 2021    |
| Чорногорія           | Президент                       | Яков Мілатович                                | 2023      | Голова Уряду                              | Мілойко Спаїч           | 2023    |
| Швейцарія            | Президент                       | Віола Амгерд                                  | 2024      |                                           |                         |         |
| Швейцарія            | Віцепрезидент                   | Карін Келлер-Зуттер                           | 2024      |                                           |                         |         |
| Швейцарія            | Члени Федеральної ради          | Гі Пармелен                                   | 2016      |                                           |                         |         |
| Швейцарія            | Члени Федеральної ради          | Іньяціо Кассіс                                | 2017      |                                           |                         |         |
| Швейцарія            | Члени Федеральної ради          | Елізабет Бом-Шнайдер                          | 2023      |                                           |                         |         |
| Швейцарія            | Члени Федеральної ради          | Альберт Рьості                                | 2023      |                                           |                         |         |
| Швейцарія            | Члени Федеральної ради          | Беат Янс                                      | 2024      |                                           |                         |         |
| Швеція               | Король                          | Карл XVI Густав                               | 1973      | Прем'єр-міністр                           | Ульф Крістерссон        | 2022    |

## Азія
| Держава           | Голова держави                            | Ім'я                                  | Початок | Голова уряду          | Ім'я                                         | Початок |
| ----------------- | ----------------------------------------- | ------------------------------------- | ------- | --------------------- | -------------------------------------------- | ------- |
| Азербайджан       | Президент                                 | Ільхам Алієв                          | 2003    | Прем'єр-міністр       | Алі Асадов                                   | 2019    |
| Афганістан        | Лідер                                     | Хайбатулла Ахундзада                  | 2021    | Прем'єр-міністр       | Хасан Ахунд (в.о.)                           | 2021    |
| Бангладеш         | Президент                                 | Мохаммад Шахабуддін                   | 2023    | Прем'єр-міністр       | Мохаммад Юнус                                | 2024    |
| Бахрейн           | Король                                    | Хамад ібн Іса аль-Халіфа              | 2002    | Прем'єр-міністр       | Салман ібн Хамад ібн Іса Аль Халіфа          | 2020    |
| Бруней            | Султан                                    | Хассанал Болкіах                      | 1967    | Прем'єр-міністр       | Хассанал Болкіах                             | 1984    |
| Бутан             | Король                                    | Джігме Кхесар Намг'ял Вангчук         | 2006    | Прем'єр-міністр       | Церінг Тобгай                                | 2024    |
| В'єтнам           | Президент                                 | Лионг Кионг                           | 2024    | Прем'єр-міністр       | Фам Мінь Тінь                                | 2021    |
| В'єтнам           | Генеральний секретар Комуністичної Партії | То Лам (в.о.)                         | 2024    | Прем'єр-міністр       | Фам Мінь Тінь                                | 2021    |
| Вірменія          | Президент                                 | Ваагн Хачатурян                       | 2022    | Прем'єр-міністр       | Нікол Пашинян                                | 2018    |
| Ємен              | Президент                                 | Рашад Мухаммад Аль-Алімі              | 2022    | Прем'єр-міністр       | Ахмед Авад бін Мубарак                       | 2024    |
| Ізраїль           | Президент                                 | Іцхак Герцоґ                          | 2021    | Прем'єр-міністр       | Беньямін Нетаньягу                           | 2022    |
| Індія             | Президент                                 | Драупаді Мурму                        | 2022    | Прем'єр-міністр       | Нарендра Моді                                | 2014    |
| Індонезія         | Президент                                 | Прабово Субіанто                      | 2024    |                       |                                              |         |
| Ірак              | Президент                                 | Абдул Латіф Рашид                     | 2022    | Прем'єр-міністр       | Мухаммед Шіа ас-Судані                       | 2022    |
| Іран              | Верховний Лідер                           | Алі Хаменеї                           | 1989    |                       |                                              |         |
| Іран              | Президент                                 | Масуд Пезешкіян                       | 2024    |                       |                                              |         |
| Йорданія          | Король                                    | Абдалла II                            | 1999    | Прем'єр-міністр       | Джафар Гассан                                | 2024    |
| Казахстан         | Президент                                 | Касим-Жомарт Токаєв                   | 2019    | Прем'єр-міністр       | Олжас Бектенов                               | 2024    |
| Камбоджа          | Король                                    | Нородом Сіамоні                       | 2004    | Прем'єр-міністр       | Хун Манет                                    | 2023    |
| Катар             | Емір                                      | Тамім бін Хамад Аль Тані              | 2013    | Прем'єр-міністр       | Мохаммед бін Абдулрахман бін Джасім Аль Тані | 2023    |
| Киргизстан        | Президент                                 | Садир Жапаров                         | 2021    | Прем'єр-міністр       | Адилбек Касималієв                           | 2024    |
| КНР               | Голова та Генеральний секретар ЦК КПК     | Сі Цзіньпін                           | 2013    | Прем'єр Держради      | Лі Цян                                       | 2023    |
| Кувейт            | Емір                                      | Мішааль аль-Ахмед аль-Джабер ас-Сабах | 2023    | Прем'єр-міністр       | Ахмед аль-Абдулла ас-Сабах                   | 2024    |
| Лаос              | Президент                                 | Тонлун Сісуліт                        | 2021    | Прем'єр-міністр       | Сонексай Сіпхандон                           | 2022    |
| Ліван             | Президент                                 | Джозеф Аун                            | 2025    | Прем'єр-міністр       | Наваф Салам                                  | 2025    |
| Малайзія          | Король                                    | Ібрагім Ісмаїл                        | 2024    | Прем'єр-міністр       | Анвар Ібрагім                                | 2022    |
| Мальдіви          | Президент                                 | Мохамед Муїззу                        | 2024    |                       |                                              |         |
| Монголія          | Президент                                 | Ухнаагійн Хурелсух                    | 2021    | Прем'єр-міністр       | Лувсаннамсраїн Оюун-Ердене                   | 2021    |
| М'янма            | Президент                                 | М'їн Шве (в.о.)                       | 2021    | Державний радник      | Мін Аун Хлайн                                | 2021    |
| Непал             | Президент                                 | Рам Чандра Пудел                      | 2023    | Прем'єр-міністр       | Кхадга Прасад Шарма Олі                      | 2024    |
| ОАЕ               | Президент                                 | Мухаммад ібн Заїд Аль Нахайян         | 2022    | Прем'єр-міністр       | Мохаммед ібн Рашид Аль Мактум                | 2006    |
| Оман              | Султан                                    | Хайтем бен Тарік Аль Саїд             | 2020    | Прем'єр-міністр       | Хайтем бен Тарік Аль Саїд                    | 2020    |
| Пакистан          | Президент                                 | Асіф Алі Зардарі                      | 2024    | Прем'єр-міністр       | Шахбаз Шариф                                 | 2024    |
| Палестина         | Президент                                 | Махмуд Аббас                          | 2013    | Прем'єр-міністр       | Мухамед Мустафа                              | 2024    |
| Південна Корея    | Президент                                 | Лі Чже Мьон                           | 2025    | Прем'єр-міністр       | Кім Мін Сок                                  | 2025    |
| Північна Корея    | Верховний керівник КНДР                   | Кім Чен Ин                            | 2011    | Голова ради міністрів | Пак Тхе Сон                                  | 2024    |
| Саудівська Аравія | Король                                    | Салман ібн Абдул-Азіз Аль Сауд        | 2015    | Прем'єр-міністр       | Мухаммед ібн Салман                          | 2022    |
| Сирія             | Президент                                 | Ахмед аль-Шараа                       | 2024    | Прем'єр-міністр       | Мохаммад аль-Башир                           | 2024    |
| Сінгапур          | Президент                                 | Тарман Шанмугаратнам                  | 2023    | Прем'єр-міністр       | Лоуренс Вонг                                 | 2024    |
| Східний Тимор     | Президент                                 | Жозе Рамуш-Орта                       | 2022    | Прем'єр-міністр       | Шанана Гужмау                                | 2023    |
| Таджикистан       | Президент                                 | Емомалі Рахмон                        | 1992    | Прем'єр-міністр       | Кохір Расулзада                              | 2013    |
| Таїланд           | Король                                    | Маха Вачхіралонгкон                   | 2016    | Прем'єр-міністр       | Пхетхонтхан Чинават                          | 2024    |
| Туреччина         | Президент                                 | Реджеп Таїп Ердоган                   | 2014    |                       |                                              |         |
| Туркменістан      | Президент                                 | Сердар Бердимухамедов                 | 2022    |                       |                                              |         |
| Узбекистан        | Президент                                 | Шавкат Мірзійоєв                      | 2016    | Прем'єр-міністр       | Абдулла Аріпов                               | 2016    |
| Філіппіни         | Президент                                 | Бонгбонг Маркос                       | 2022    |                       |                                              |         |
| Шрі-Ланка         | Президент                                 | Анура Кумара Діссанаяке               | 2024    | Прем'єр-міністр       | Харіні Амарасурія                            | 2024    |
| Японія            | Імператор                                 | Нарухіто                              | 2019    | Прем'єр-міністр       | Ісіба Сіґеру                                 | 2024    |

## Північна Америка
| Держава                  | Голова держави                             | Ім'я                                       | Початок   | Голова уряду          | Ім'я                  | Початок |
| ------------------------ | ------------------------------------------ | ------------------------------------------ | --------- | --------------------- | --------------------- | ------- |
| Антигуа і Барбуда        | Король Великої Британії Генерал-губернатор | Чарльз III Родні Вільямс                   | 2022 2014 | Прем'єр-міністр       | Гастон Браун          | 2014    |
| Багамські Острови        | Король Великої Британії Генерал-губернатор | Чарльз III Синтія Пратт                    | 2022 2023 | Прем'єр-міністр       | Філіп Девіс           | 2021    |
| Барбадос                 | Президент                                  | Сандра Мейсон                              | 2021      | Прем'єр-міністр       | Міа Моттлі            | 2018    |
| Беліз                    | Король Великої Британії Генерал-губернатор | Чарльз III Фройла Цалам                    | 2022 2021 | Прем'єр-міністр       | Хуан Антоніо Брісеньо | 2020    |
| Гаїті                    | Президент                                  | Фріц Альфонс Жан                           | 2025      | Прем'єр-міністр       | Алікс Дідьє Філс-Еме  | 2024    |
| Гватемала                | Президент                                  | Бернардо Аревало                           | 2024      |                       |                       |         |
| Гондурас                 | Президент                                  | Сіомара Кастро                             | 2022      |                       |                       |         |
| Гренада                  | Король Великої Британії Генерал-губернатор | Чарльз III Сесіль Ла Гренейд               | 2022 2013 | Прем'єр-міністр       | Дікон Мітчелл         | 2022    |
| Домініка                 | Президент                                  | Сільвані Бертон                            | 2023      | Прем'єр-міністр       | Рузвельт Скерріт      | 2004    |
| Домініканська Республіка | Президент                                  | Луїс Абінадер                              | 2020      |                       |                       |         |
| Канада                   | Король Великої Британії Генерал-губернатор | Чарльз III Мері Саймон                     | 2022 2021 | Прем'єр-міністр       | Марк Карні            | 2025    |
| Коста-Рика               | Президент                                  | Родріго Чавес Роблес                       | 2022      |                       |                       |         |
| Куба                     | Президент                                  | Мігель Діас-Канель                         | 2018      | Голова Ради Міністрів | Мануель Марреро       | 2019    |
| Куба                     | Генеральний секретар Комуністичної партії  | Мігель Діас-Канель                         | 2021      | Голова Ради Міністрів | Мануель Марреро       | 2019    |
| Мексика                  | Президент                                  | Клаудія Шейнбаум                           | 2024      |                       |                       |         |
| Нікарагуа                | Президент                                  | Данієль Ортега Сааведра та Росаріо Мурильо | 2025      |                       |                       |         |
| Панама                   | Президент                                  | Хосе Рауль Муліно                          | 2024      |                       |                       |         |
| Сальвадор                | Президент                                  | Наїб Букеле                                | 2019      |                       |                       |         |
| Сент-Вінсент і Гренадини | Король Великої Британії Генерал-губернатор | Чарльз III Сьюзен Дуган                    | 2022 2019 | Прем'єр-міністр       | Ральф Гонсалвіш       | 2001    |
| Сент-Кіттс і Невіс       | Король Великої Британії Генерал-губернатор | Чарльз III Марцелла Лібурд                 | 2022 2023 | Прем'єр-міністр       | Терренс Дрю           | 2022    |
| Сент-Люсія               | Король Великої Британії Генерал-губернатор | Чарльз III Еррол Чарльз (в. о.)            | 2022 2021 | Прем'єр-міністр       | Філіп П'єр            | 2021    |
| США                      | Президент                                  | Дональд Трамп                              | 2025      | Віцепрезидент         | Джей Ді Венс          | 2025    |
| Тринідад і Тобаго        | Президент                                  | Кристин Кангалу                            | 2023      | Прем'єр-міністр       | Кіт Роулі             | 2015    |
| Ямайка                   | Король Великої Британії Генерал-губернатор | Чарльз III Патрік Аллен                    | 2022 2009 | Прем'єр-міністр       | Ендрю Голнесс         | 2016    |

## Південна Америка
| Держава   | Голова держави | Ім'я                      | Початок | Голова уряду    | Ім'я              | Початок |  |
| --------- | -------------- | ------------------------- | ------- | --------------- | ----------------- | ------- |  |
| Аргентина | Президент      | Хав'єр Мілей              | 2023    |                 |                   |         |  |
| Болівія   | Президент      | Луїс Арсе                 | 2020    |                 |                   |         |  |
| Бразилія  | Президент      | Луїз Інасіо Лула да Сілва | 2023    |                 |                   |         |  |
| Венесуела | Президент      | Ніколас Мадуро            | 2013    |                 |                   |         |  |
| Гаяна     | Президент      | Ірфаан Алі                | 2020    | Прем'єр-міністр | Марк Філліпс      | 2020    |  |
| Еквадор   | Президент      | Данієль Нобоа             | 2023    |                 |                   |         |  |
| Колумбія  | Президент      | Густаво Петро             | 2022    |                 |                   |         |  |
| Парагвай  | Президент      | Сантьяго Пенья            | 2023    |                 |                   |         |  |
| Перу      | Президент      | Діна Болуарте             | 2022    | Прем'єр-міністр | Густаво Адріансен | 2024    |  |
| Суринам   | Президент      | Чан Сантохі               | 2020    |                 |                   |         |  |
| Уругвай   | Президент      | Яманду Орсі               | 2020    |                 |                   |         |  |
| Чилі      | Президент      | Габрієль Борич            | 2022    |                 |                   |         |  |

## Африка
| Держава                          | Голова держави                 | Ім'я                              | Початок | Голова уряду    | Ім'я                     | Початок |
| -------------------------------- | ------------------------------ | --------------------------------- | ------- | --------------- | ------------------------ | ------- |
| Алжир                            | Президент                      | Абдельмаджид Теббун               | 2019    | Прем'єр-міністр | Назір Ларбаві            | 2023    |
| Ангола                           | Президент                      | Жуан Лоренсу                      | 2017    |                 |                          |         |
| Бенін                            | Президент                      | Патріс Талон                      | 2016    |                 |                          |         |
| Ботсвана                         | Президент                      | Дума Боко                         | 2024    |                 |                          |         |
| Буркіна-Фасо                     | Президент                      | Ібрагім Траоре (в.о.)             | 2022    | Прем'єр-міністр | Жан Емманюель Уедраого   | 2024    |
| Бурунді                          | Президент                      | Еварист Ндаїшиміє                 | 2020    | Прем'єр-міністр | Жерве Ндіракобуча        | 2022    |
| Габон                            | Президент                      | Бріс Оліґі (в.о.)                 | 2023    | Прем'єр-міністр | Раймон Ндонг Сіма (в.о.) | 2023    |
| Гамбія                           | Президент                      | Адама Берроу                      | 2017    |                 |                          |         |
| Гана                             | Президент                      | Джон Магама                       | 2025    |                 |                          |         |
| Гвінея                           | Президент                      | Мамаді Думбуя (в. о.)             | 2021    | Прем'єр-міністр | Амаду Урі Ба             | 2024    |
| Гвінея-Бісау                     | Президент                      | Умару Сісоку Ембало               | 2020    | Прем'єр-міністр | Руй Дуарте де Баррош     | 2023    |
| Джибуті                          | Президент                      | Ісмаїл Омар Гелле                 | 1999    | Прем'єр-міністр | Абдулкадер Каміл Могамед | 2013    |
| ДР Конго                         | Президент                      | Фелікс Чісекеді                   | 2019    | Прем'єр-міністр | Джудіт Тулука            | 2024    |
| Екваторіальна Гвінея             | Президент                      | Теодоро Обіанг Нгема Мбасого      | 1979    | Прем'єр-міністр | Мануель Оса Нсуе Нсуа    | 2024    |
| Еритрея                          | Президент                      | Ісаяс Афеверкі                    | 1993    |                 |                          |         |
| Есватіні                         | Король                         | Мсваті III                        | 1986    | Прем'єр-міністр | Рассел Дламіні           | 2023    |
| Ефіопія                          | Президент                      | Сахле-Ворк Зевде                  | 2018    | Прем'єр-міністр | Абій Ахмед Алі           | 2018    |
| Єгипет                           | Президент                      | Абдель Фаттах Ас-Сісі             | 2014    | Прем'єр-міністр | Мустафа Мадбулі          | 2018    |
| Замбія                           | Президент                      | Хакаінде Хічілема                 | 2021    |                 |                          |         |
| Зімбабве                         | Президент                      | Еммерсон Мнангагва                | 2017    |                 |                          |         |
| Кабо-Верде                       | Президент                      | Жозе Марія Невіш                  | 2021    | Прем'єр-міністр | Уліссеш Коррея-і-Сілва   | 2016    |
| Камерун                          | Президент                      | Поль Бія                          | 1982    | Прем'єр-міністр | Джозеф Нгуте             | 2019    |
| Кенія                            | Президент                      | Вільям Руто                       | 2022    |                 |                          |         |
| Коморські Острови                | Президент                      | Азалі Ассумані                    | 2016    |                 |                          |         |
| Республіка Конго                 | Президент                      | Дені Сассу-Нгессо                 | 1997    | Прем'єр-міністр | Анатоль Колліне Макоссо  | 2021    |
| Кот-д'Івуар                      | Президент                      | Алассан Уаттара                   | 2011    | Прем'єр-міністр | Робер Мамбе              | 2023    |
| Лесото                           | Король                         | Летсіє III                        | 1996    | Прем'єр-міністр | Сем Матекане             | 2022    |
| Ліберія                          | Президент                      | Джозеф Боакай                     | 2024    |                 |                          |         |
| Лівія                            | Голова Президентської ради     | Мухамед аль-Менфі                 | 2021    | Прем'єр-міністр | Абдул Хамід Дбейба       | 2021    |
| Лівія                            | Члени Президентської ради      | Абдула аль-Лафі                   | 2021    | Прем'єр-міністр | Абдул Хамід Дбейба       | 2021    |
| Лівія                            | Члени Президентської ради      | Муса аль-Коні                     | 2021    | Прем'єр-міністр | Абдул Хамід Дбейба       | 2021    |
| Маврикій                         | Президент                      | Дхарам Гокхул                     | 2024    | Прем'єр-міністр | Навінчандра Рамгулам     | 2024    |
| Мавританія                       | Президент                      | Мухаммед ульд аш-Шейх аль-Газуані | 2019    | Прем'єр-міністр | Мохтар ульд Джай         | 2024    |
| Мадагаскар                       | Президент                      | Анрі Радзуеліна                   | 2023    | Прем'єр-міністр | Кристіан Нтсай           | 2018    |
| Малаві                           | Президент                      | Лазарус Чаквера                   | 2020    |                 |                          |         |
| Малі                             | Президент                      | Ассімі Гоїта (в. о.)              | 2021    | Прем'єр-міністр | Абдулае Маїга            | 2024    |
| Марокко                          | Король                         | Мохаммед VI                       | 1999    | Прем'єр-міністр | Азіз Аханнуш             | 2021    |
| Мозамбік                         | Президент                      | Даніел Шапу                       | 2025    | Прем'єр-міністр | Марія Бенвінда Леві      | 2025    |
| Намібія                          | Президент                      | Нанголо Мбумба                    | 2024    | Прем'єр-міністр | Саара Куугонгельва       | 2015    |
| Нігер                            | Президент                      | Абдурагман Тчіані                 | 2023    | Прем'єр-міністр | Алі Ламін Зейн           | 2023    |
| Нігерія                          | Президент                      | Бола Тінубу                       | 2023    |                 |                          |         |
| ПАР                              | Президент                      | Сиріл Рамафоса                    | 2018    |                 |                          |         |
| Південний Судан                  | Президент                      | Салва Киїр                        | 2011    |                 |                          |         |
| Руанда                           | Президент                      | Поль Кагаме                       | 2000    | Прем'єр-міністр | Едуард Нгіренте          | 2017    |
| Сан-Томе і Принсіпі              | Президент                      | Карлуш Віла-Нова                  | 2021    | Прем'єр-міністр | Америку Рамуш            | 2025    |
| Сейшельські Острови              | Президент                      | Вавел Рамкалаван                  | 2020    |                 |                          |         |
| Сенегал                          | Президент                      | Бассіру Діомай Фай                | 2024    | Прем'єр-міністр | Усман Сонко              | 2024    |
| Сомалі                           | Президент                      | Хасан Шейх Махмуд                 | 2022    | Прем'єр-міністр | Гамза Абді Барре         | 2022    |
| Судан                            | Голова Вищої ради збройних сил | Абдель Фаттах аль-Бурхан          | 2019    | Прем'єр-міністр | Осман Хусейн             | 2022    |
| Сьєрра-Леоне                     | Президент                      | Джуліус Маада Біо                 | 2018    | Прем'єр-міністр | Девід Сенге              | 2023    |
| Танзанія                         | Президент                      | Самія Сулуху                      | 2021    | Прем'єр-міністр | Кассім Маджаліва         | 2015    |
| Того                             | Президент                      | Фор Гнассінгбе                    | 2005    | Прем'єр-міністр | Вікторія Томега Догбе    | 2020    |
| Туніс                            | Президент                      | Каїс Саїд                         | 2019    | Прем'єр-міністр | Камель Маддурі           | 2024    |
| Уганда                           | Президент                      | Йовері Мусевені                   | 1986    | Прем'єр-міністр | Робіна Наббанджа         | 2021    |
| Центральноафриканська Республіка | Президент                      | Фостен-Аршанж Туадера             | 2016    | Прем'єр-міністр | Фелікс Молуа             | 2022    |
| Чад                              | Президент                      | Магамет Дебі Ітно (в. о.)         | 2021    | Прем'єр-міністр | Алламай Халіна           | 2024    |

## Австралія й Океанія
| Держава                      | Голова держави                             | Ім'я                             | Початок   | Голова уряду    | Ім'я             | Початок |
| ---------------------------- | ------------------------------------------ | -------------------------------- | --------- | --------------- | ---------------- | ------- |
| Австралія                    | Король Великої Британії Генерал-губернатор | Чарльз III Сем Мостин            | 2022 2024 | Прем'єр-міністр | Ентоні Албаніз   | 2022    |
| Вануату                      | Президент                                  | Нікеніке Вуробараву              | 2022      | Прем'єр-міністр | Джотам Напат     | 2025    |
| Кірибаті                     | Президент                                  | Танеті Мамау                     | 2016      |                 |                  |         |
| Маршаллові Острови           | Президент                                  | Гільда Гайн                      | 2024      |                 |                  |         |
| Науру                        | Президент                                  | Девід Аданг                      | 2023      |                 |                  |         |
| Нова Зеландія                | Король Великої Британії Генерал-губернатор | Чарльз III Сінді Кіро            | 2022 2021 | Прем'єр-міністр | Крістофер Лаксон | 2023    |
| Палау                        | Президент                                  | Сурангел Віппс                   | 2021      |                 |                  |         |
| Папуа Нова Гвінея            | Король Великої Британії Генерал-губернатор | Чарльз III Боб Дадае             | 2022 2017 | Прем'єр-міністр | Джеймс Марапе    | 2019    |
| Самоа                        | Верховний Вождь                            | Ва'алетоа Суалауві II            | 2017      | Прем'єр-міністр | Наомі Матаафа    | 2021    |
| Соломонові Острови           | Король Великої Британії Генерал-губернатор | Чарльз III Девід Тіва Капу       | 2022 2024 | Прем'єр-міністр | Джеремая Манелє  | 2024    |
| Тонга                        | Король                                     | Тупоу VI                         | 2012      | Прем'єр-міністр | Айсаке Еке       | 2025    |
| Тувалу                       | Король Великої Британії Генерал-губернатор | Чарльз III Тофіга Ваевалу Фалані | 2022 2021 | Прем'єр-міністр | Фелеті Тео       | 2024    |
| Федеративні Штати Мікронезії | Президент                                  | Веслі Сіміна                     | 2023      |                 |                  |         |
| Фіджі                        | Президент                                  | Найкама Лалабалаву               | 2024      | Прем'єр-міністр | Ситівені Рабука  | 2022    |

## Невизнані та частково визнані держави
| Держава            | Заявляє суверенітет | Голова держави                             | Ім'я                    | Початок   | Голова уряду            | Ім'я                | Початок |
| ------------------ | ------------------- | ------------------------------------------ | ----------------------- | --------- | ----------------------- | ------------------- | ------- |
| Республіка Абхазія | Грузія              | Президент                                  | Бадра Гунба             | 2024      | Прем'єр-міністр         | Валерій Бганба      | 2024    |
| Західна Сахара     | Марокко             | Президент                                  | Брагім Галі             | 2016      | Прем'єр-міністр         | Букрая Гаммуді Баюн | 2020    |
| Косово             | Сербія              | Президент                                  | Вйоса Османі            | 2020      | Прем'єр-міністр         | Альбін Курті        | 2021    |
| Ніуе               | Нова Зеландія       | Король Великої Британії Представник короля | Чарльз III Сінді Кіро   | 2022 2021 | Прем'єр                 | Далтон Тагелагі     | 2020    |
| Острови Кука       | Нова Зеландія       | Король Великої Британії Представник короля | Чарльз III Том Марстерс | 2022 2013 | Прем'єр-міністр         | Марк Браун          | 2020    |
| Південна Осетія    | Грузія              | Президент                                  | Алан Гаглоєв            | 2022      | Голова уряду            | Костянтин Джуссоєв  | 2022    |
| Придністров'я      | Молдова             | Президент                                  | Вадим Красносельський   | 2016      | Голова уряду            | Олександр Розенберг | 2022    |
| Сомаліленд         | Сомалі              | Президент                                  | Мусе Біхі Абді          | 2017      |                         |                     |         |
| Тайвань            | КНР                 | Президент                                  | Лай Цінде               | 2024      | Голова Виконавчого Юаню | Чо Юнгтай           | 2024    |
| Північний Кіпр     | Кіпр                | Президент                                  | Ерсин Татар             | 2020      | Прем'єр-міністр         | Юнал Юстел          | 2022    |

## Частково визнані уряди
| Уряд                 | Держава   | Голова уряду         | Початок |
| -------------------- | --------- | -------------------- | ------- |
| Координаційна рада   | Білорусь  | Світлана Тихановська | 2020    |
| Національна асамблея | Венесуела | Дінора Фігера        | 2023    |

## Інші
| Держава            | Голова держави                 | Ім'я                | Початок | Голова уряду             | Ім'я                          | Початок |
| ------------------ | ------------------------------ | ------------------- | ------- | ------------------------ | ----------------------------- | ------- |
| Європейський Союз  | Президент Європейської комісії | Урсула фон дер Ляєн | 2019    | Голова Європейської ради | Шарль Мішель                  | 2019    |
| Мальтійський орден | Великий магістр                | Джон Данлап         | 2022    | Великий канцлер          | Ріккардо Патерно ді Монтекупо | 2022    |